# Musée historique régional de Pleven
Le Musée historique régional de Pleven (en bulgare, Регионален исторически музей — Плевен) est situé à Pleven, dans l'oblast de Pleven au nord-ouest de la Bulgarie.

## Histoire
Le musée est ouvert en 1953 et est installé dans un édifice daté de la fin du XIXe siècle.

## Collections
Le musée possède 180 000 items et en expose de façon permanente 5 000 dans cinq départements :
- archéologie ;
- ethnographie ;
- Renaissance nationale bulgare ;
- Bulgarie ottomane ;
- histoire moderne.

En outre le musée possède une collection numismatique de 25000 pièces.

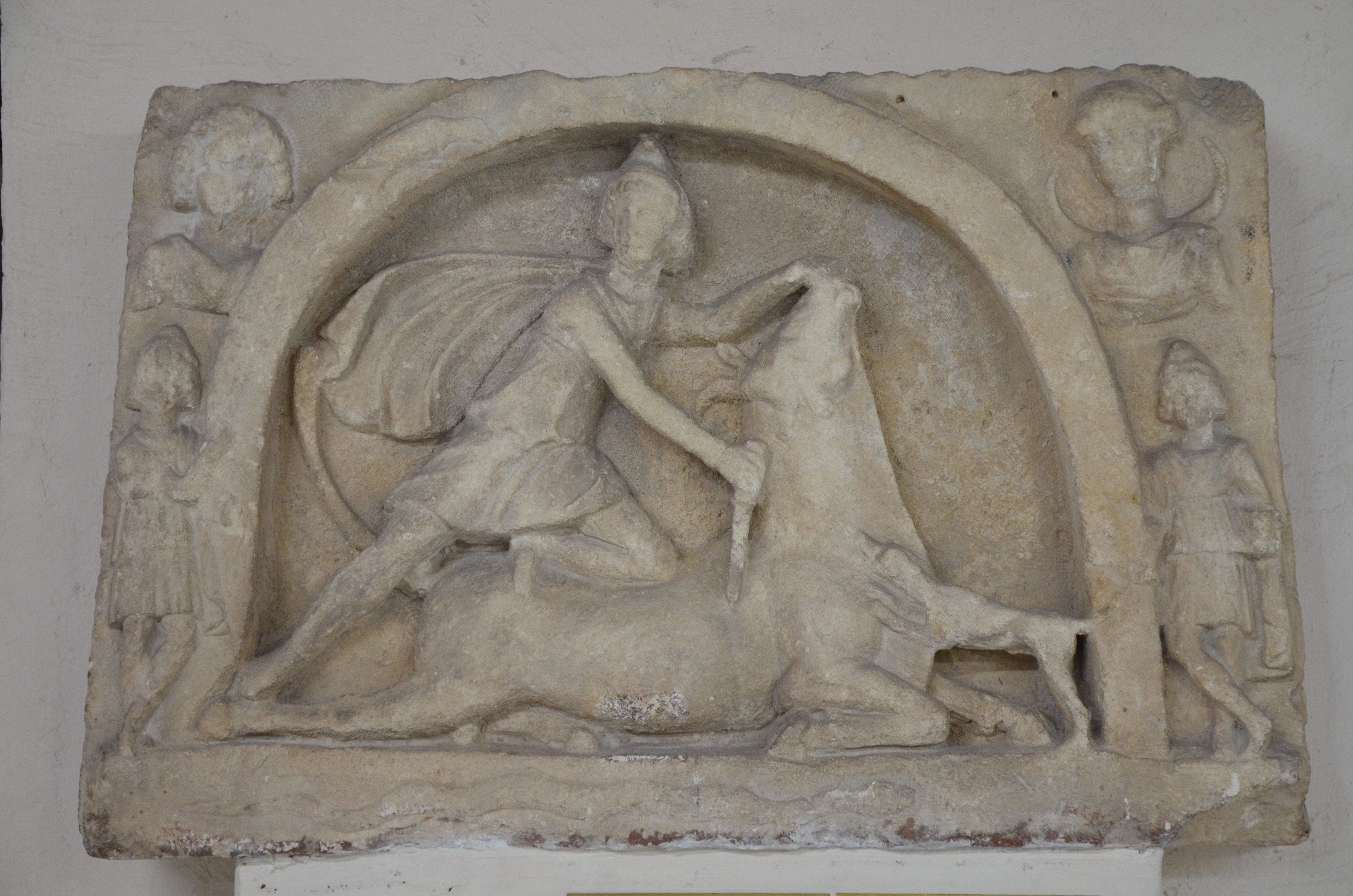
Relief romain de Mithra de Kreta
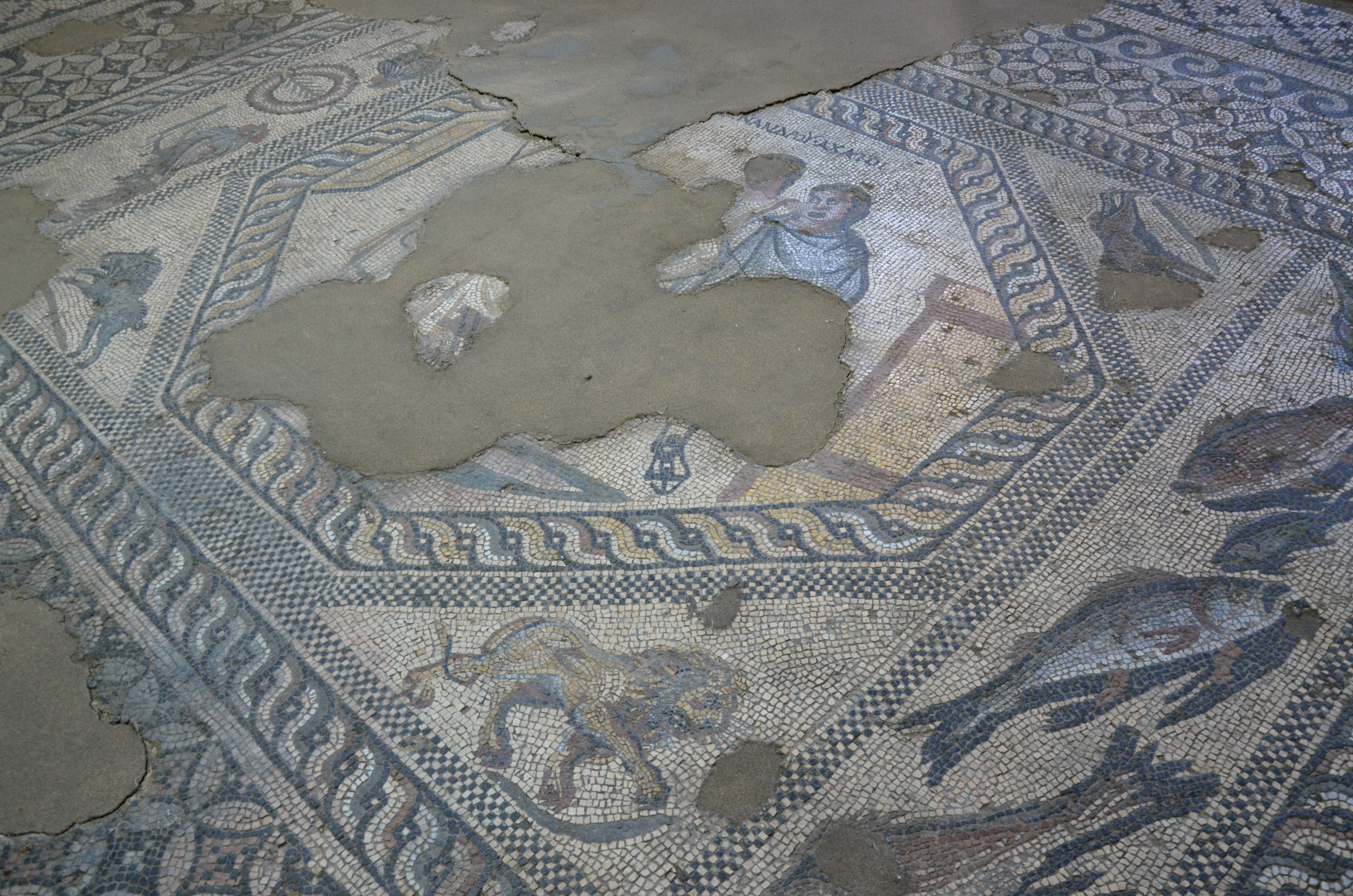
Mosaïque des Achéens de Ménandre